# منلكارا بليانية
منلكارا بليانية (الاسم العلمي: Manilkara pleeana) هي نوع من النباتات يتبع جنس المنلكارا من الفصيلة السبوتية.